# Algarve
L'Algarve és una regió i antiga província més meridional de Portugal continental, amb capital a Faro. Àrea: 4.960 km². Població resident (2001): 395.208. A més de Faro i Portimao, destaquen també les poblacions d'Albufeira, Alcoutim, Aljezur, Alvor, Castro Marim, Lagoa, Lagos, Loulé, Quarteira (en el municipi de Loulé), Monchique, Olhao, Silves, Tavira i Vila Real de Santo António. La regió històrica de l'Algarve coincideix amb l'actual districte de Faro. L'Algarve limita al nord amb la regió de l'Alentejo, al sud i a l'oest amb l'oceà Atlàntic, i a l'est amb el riu Guadiana, que marca la frontera amb Espanya. L'Algarve és una regió turística que disposa de belles platges, illes i paisatges naturals. El seu punt més alt és la serra de Monchique. L'accés a la zona es pot fer per l'aeroport de Faro. A la regió de l'Algarve hi ha la llacuna de Ria Formosa, una reserva natural de més de 170 km², punt de descans i d'alimentació de centenars d'ocells.
El nom Algarve prové de Gharb al-Àndalus, nom que rebia l'actual Algarve i el baix Alentejo durant la dominació musulmana, que significa 'Àndalus occidental', ja que era la part occidental de l'Àndalus musulmana; aquests territoris avui espanyols i portuguesos eren un destacat bullidor de cultura islàmica, ciència i tecnologia a la Hispània islàmica.

## Història

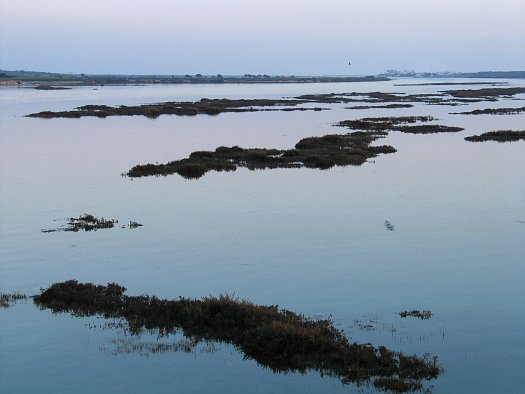
Ria Formosa

El territori abans de l'arribada dels romans era habitada pels lusitans. En la reorganització provincial de l'Imperi Romà del segle I aC, passà a formar la província de Lusitània, que persistí sense grans modificacions administratives entre els segles I aC i VIII dC, comprenent l'ocupació romana i visigòtica fins a l'arribada el 713 dels àrabs per intercessió visigòtica. Els àrabs denominaren aquesta regió Gharb al-Àndalus, amb breus ocupacions portugueses (Regne de l'Algarve) que posteriorment es fragmentà en diverses taifes després de la caiguda del califat de Còrdova, en què, entre d'altres, es constituí l'emirat d'al-Gharbia fins al 1250 en què l'Algarve fou l'últim territori de Portugal conquerit definitivament als musulmans, regnant Alfons III. Sota ocupació portuguesa, es constituí de nou el Regne de l'Algarve, més honorífic que autònom.
Als segles xiv i xv va funcionar a Sagres, a l'extrem sud-oest, a prop del cap de Sant Vicenç, una escola de navegació i cartografia, fundada per l'infant Enric (fill del rei Joan I de Portugal), fonamental per a l'època dels descobriments portuguesos; l'Algarve es va convertir en el centre de referència pel que fa a les ciències i tècniques necessàries per a la navegació, la geografia i la cartografia.

## Divisió administrativa
La regió se subdivideix en 16 municipis (* ciutats):
- Albufeira *.
- Alcoutim
- Aljezur
- Castro Marim
- Faro *.
- Lagoa *.
- Lagos *.
- Loulé *.
- Monchique
- Olhão *.
- Portimão *.
- São Brás de Alportel
- Silves *.
- Tavira *
- Vila do Bispo
- Vila Real de Santo António *.

## Galeria

Algarve (NUTS II)
Algarve (NUTS III)
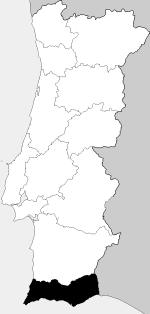
Algarve (província tradicional)